# AGM-12 Bullpup
Le AGM-12 Bullpup était un missile air-sol américain qui fut, entre autres, embarqué sur les A-4 Skyhawk, les A-6 Intruder et les F-4 Phantom. Il a été remplacé par des armes plus modernes, tels le AGM-62 Walleye et le AGM-65 Maverick.

## Description
Le Bullpup fut le premier missile air-sol téléguidé fabriqué en grande quantité. Il fut déployé par l'United States Navy en 1959 sous le titre de « ASM-N-7 » jusqu'à ce qu'il soit renommé « AGM-12B » en 1962. Il fut mis au point à la suite d'expériences menées lors de la guerre de Corée où les forces aériennes américaines éprouvaient de grandes difficultés à détruire des cibles précises qui étaient bien défendues, tels des ponts.
Le Bullpup était radioguidé par un opérateur qui manœuvrait un joystick tout en suivant la trajectoire du missile de façon visuelle. La première mouture était équipée d'un moteur-fusée à poudre et transportait une ogive de 110 kg. Les versions ultérieures inclurent une ogive plus lourde de 450 kg, de meilleurs moteurs-fusées et un meilleur système de guidage. L'une des dernières versions construite à une centaine d'exemplaires pouvait transporter une ogive nucléaire W45.

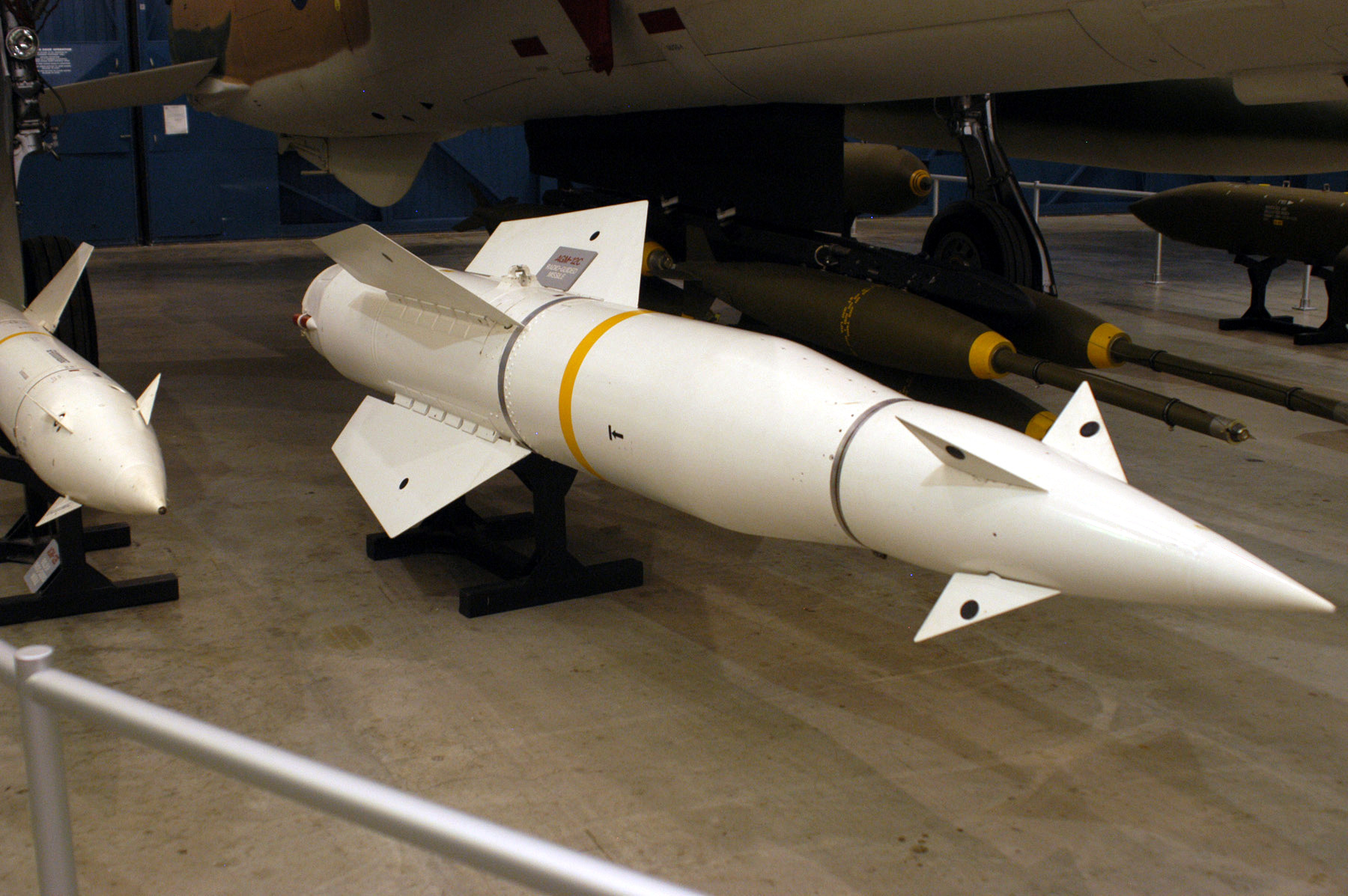
Un AGM-12C exposé au National Museum of the United States Air Force.

L'arme fabriqué à environ 30 000 unités, une partie l'étant sous licence par Kongsberg Gruppen en Norvège, fut retirée du service de l'armée américaine dans les années 1970, mais d'autres pays ont continué à l'utiliser.